# Balázs János (festő, 1905–1977)
Balázs János (Alsókubin, 1905. november 27. – Salgótarján, 1977. március 18.) magyarországi cigány költő és festőművész. A magyarországi cigány költészet és festészet úttörő egyénisége.
| Kattints az alábbi külső linkek egyikére! | Kattints az alábbi külső linkek egyikére! |
| ----------------------------------------- | ----------------------------------------- |
| Nem található szabad kép.(?)              |                                           |
| külső link · jogvédett                    | Család                                    |

## Életútja, munkássága
Már gyerekkorában rajzolt, majd évtizedekre abbahagyta, és csak 63 évesen, 1968-ban kezdett el ismét dolgozni. Mágikus hatású műveiben belső víziói ötvöződnek a cigány mesék misztikus világával és a valóság elemeivel. Monumentalitás, a képfelületet teljesen betöltő motívumok szürreális összekapcsolása, felfokozott színvilág jellemzik festészetét.
Nagyapja és apja is ismert prímás volt. Ötévesen, félárván maradt, és a Salgótarján központjában levő pécskődombi cigány-telepre került családjával. Itt a többi cigánnyal együtt, maguk tákolta putriban tengették életüket.
Balázs János iskoláit csak elkezdeni tudta. Igazság szerint nem is tetszett neki a pad és a falak kötöttsége, a tanári szigor. A harmadik osztályt már el sem kezdte.
Olvasni azonban megtanult, mindenevő lett. A betű lett az Istene, hihetetlen mennyiségű ismeret- és élményanyagot halmozott fel magában, melyeket évtizedek múlva egyéni mondanivalóval gazdagítva jelenített meg. A mindenkivel zsörtölődő, nyugtalan természetű legény afféle ezermesterként tengette életét: hangszert javított, kéményt tisztított, mindenhez értett. Gondolkodó, vitatkozó fiatalemberré vált.
Katonaként Losoncon, a 23. gyalogezredben szolgált. 37 évesen vitték ki a frontra. 1944-ben hadifogságba esett, és bár a háború hamarosan véget ért, rá még három év rabság várt a Szovjetunióban, a szaratovi hadifogolytáborban. Itt is sokat olvasott, főleg magyar klasszikusokat, valamint Shakespeare-t, Homéroszt és Balzacot. A hadifogságból 43 évesen tért haza régi lakhelyére. Salgótarjánt többé nem hagyta el.
Senkit nem engedett közel magához, mogorva remeteként kezdett verselni és festegetni. Az erdő éltetette, gombát gyűjtött, elhullott gallyakat szedett, erdei gyümölcsökkel táplálkozott. A meddőhányóból szenet zabrált, vályogot vetett és hangszert készített. A putriját egyedül a gyerekek látogatták, akik látva rajzait rábeszélték a festegetésre, és ők vitték neki a hozzávalókat is: rongyokat, deszkamaradványokat és festéktörmeléket. A festészet és az írás volt az egyetlen élménye, szórakozása. A gyerekek csodálták a fura öregembert, a környezete azonban nem értette. A történelem, a magyar és a cigány nép sorsa, mítoszai, a hihetetlen lexikális tudása fantasztikus lavinaszerű folyamként jelentek meg verseiben és öltöttek formát képi víziókban.
Minden érdekelte. A történelem, az emberiség sorsa, a cigány telep, a virágok és az állatok, Hirosima – látomások és a valóság. Balázs János remeteként reneszánsz emberré érlelődött. Mindenhez hozzá kívánt szólni, mindenhez hozzá kívánt adni valamit. Megszokott közegéből ki sem mozdulva, villany, rádió, újság és televízió nélkül alkotott. Információi a génjeiben hordozott eredeti ősi gondolatokkal vegyültek, és talán ennek köszönhető tobzódó színvilága. A képek zűrzavaros rejtelmek, ahogy ő maga fogalmazta, ott bujkál bennük az egész világ létezése.
Képeitől soha nem volt képes megválni, egyszer mégis úgy határozott, tizenhárom képét eladja annak érdekében, hogy Füstölgések című kötete megjelenhessen.
Bár a média felfedezte, nem tudott mit kezdeni a hírnévvel. A Corvina Kiadónál megjelent az „Ecsettel és irónnal” című kötet, amely verseiből és képeiből ad válogatást. Portréfilmet készítettek róla, tévériporterek, újságírók faggatták.
A művészt Salgótarjánba költöztették, avatott mesterek tanítani kezdték, hogyan is kéne festenie, immár „szakszerűen”. A felhajtást, a népszerűséget nem tudta feldolgozni. Megölték benne nemcsak a művészt, hanem az embert is. Lebénult és képtelen volt felfogni, hogy nem alkothat tovább. Utolsó éveit mozgásképtelenül, ágyhoz kötve, önmarcangolással, tétlenül élte.
Balázs János egyedülálló jelensége volt és marad a magyar és a nemzetközi festészetnek. Egyedi, utánozhatatlan festői nyelvet dolgozott ki. Aktív alkotó korszaka csupán 8 esztendő. Költészete és festészete nem véletlenszerű. Meg kellett születnie és jelennie ezeknek a képeknek és ezeknek a verseknek, melyek egyaránt fontosak a magyar és a cigány kultúra számára. Úgy festett, mint egy gyermeknek maradt felnőtt – így tudta látni és láttatni a világot, fantasztikus színekkel, állatokkal, tájakkal és emberekkel.

## Emlékezete
- 2006-ban, Salgótarjánban szobrot állítottak tiszteletére (Szabó Tamás alkotása).
- Nevét viseli a Roma Parlament Galériája (Budapest, VIII. ker. Tavaszmező u. 6.).
- Kaposváron utcát neveztek el róla.
- Portréfilmet forgattak róla [halott link].

### A 2009-es Cigány festészet című albumba beválogatott képei
- Táj (olaj, vászon, 42x30 cm, év nélkül)
- Szomorú állatok (olaj, vászon, 51x40 cm, 1975)
- Varázslat (olaj, vászon, 71x87 cm, 1975)

## Kiállításai (válogatás)

### Egyéni
- 2002 - Nógrádi Történeti Múzeum, Salgótarján
- 2002 - Nógrádi Történeti Múzeum, Salgótarján
- 2005 - Nógrádi Történeti Múzeum, Salgótarján

### Csoportos
- 1972 - Magyar naiv művészet a XX. században, Magyar Nemzeti Galéria, Budapest
- 1973 - Nemzetközi amatőr kiállítás, Ernst Múzeum, Budapest
- 1984 - Nemzetközi naiv kiállítás, London

## Művek közgyűjteményekben
- Cigány Ház - Romano Kher, Budapest
- Kecskeméti Katona József Múzeum: Magyar naiv művészek gyűjteménye
- Nógrádi Történeti Múzeum, Salgótarján

## Írásai
- Füstölgések (versek), szerzői kiadás, Budapest, 1973.
- Ecsettel és irónnal (önéletrajz és versek), Corvina Könyvkiadó, Budapest, 1977, ISBN 9631301818
- Versek, vallomások; vál., szerk. Kovács Anna, Bagyinszky Istvánné; Nógrádi Történeti Múzeum, Salgótarján, 2002 (Palócföld könyvek)
- Versek, vallomások, látomások; vál., szerk. Kovács Anna; Nógrád Megyei Múzeumi Szervezet, Salgótarján, 2008
- Botos Zoltánː Beszélgetéseim Balázs Jánossal; Tarjáni Művészetpártoló Kör, Salgótarján, 2014